# Tron (videogioco)
Tron è un videogioco arcade pubblicato da Bally Midway nel 1982, ispirato all'omonimo film. Nel 2008 è stata realizzata una versione con grafica e sonoro migliorati per il servizio online Xbox Live.

## Modalità di gioco
Tron è suddiviso in quattro livelli, ognuno ispirato ad una particolare scena del film. Una delle più note è quella della gara delle Light Cycles, dove il giocatore deve evitare di scontrare le scie luminose degli avversari, e allo stesso tempo intrappolare questi ultimi nella propria. Questo livello è stato ricreato nei videogiochi open source Armagetron Advanced e GLtron.

## Seguito
Il gioco è stato seguito da Discs of Tron, del 1983, altro videogioco arcade inizialmente ideato come quinto livello di Tron, ma tagliato perché non era stato finito in tempo.